# 原子 (序理论)
带有最小元 0 的偏序集合 P 中的原子是不等于 0 的所有元素中的极小的元素。
带有最小元 0 的原子偏序集合 P 中的是在其中对于所有 P 的非零元素 x 有一个 P 的原子 a 使得 a ≤ x。
在偏序集合中的原子是集合论中的单元素集合的抽象推广。